# 인돌아민 2,3-이산소화효소
인돌아민(-피롤) 2,3-이산소화효소(indoleamine-pyrrole 2,3-dioxygenase, IDO 또는 INDO, EC 1.13.11.52)는 작은창자, 폐, 여성 생식기나 태반과 같은 여러 조직과 세포에서 생리적으로 발현되는 헴을 함유한 효소이다. 인간의 경우 IDO1 유전자에 의해 암호화된다. IDO는 트립토판의 대사에 관여하는데, 구체적으로는 키뉴레닌 경로의 첫 번째이자 속도 제한 단계인 L-트립토판이 N-폼일키뉴레닌으로 O2 의존적으로 산화되는 것을 촉매하는 세 가지 효소 중 하나이다. 이 과정을 촉매하는 나머지 두 효소는 인돌아민 2,3-이산소화효소 2(IDO2)와 트립토판 2,3-이산소화효소(TDO)가 있다. IDO는 면역계의 중요한 효소이며 다양한 병원체에 대한 자연적인 방어선 역할을 한다. 염증에 대한 반응으로 세포에 의해 생산되어 T세포 기능을 제한하고 면역관용 기전에 관여하는 능력 때문에 면역억제 기능을 가지고 있다. 새로운 근거에 따르면 IDO는 종양 발달 중에 활성화되어 악성 세포가 면역계에 의해 박멸되는 것을 회피할 수 있도록 도와준다. IDO의 발현은 급성 골수성 백혈병, 난소암, 대장암과 같은 여러 유형의 암에서 나타났다. IDO는 악성 형질전환 과정의 일부이며 신체의 항종양 면역 반응을 억제하는 데 핵심적인 역할을 하므로 이 효소를 억제하면 화학요법이나 기타 면역치료 프로토콜의 효과가 증가할 수 있다.

## 생리적 기능
인돌아민 2,3-이산소화효소는 키뉴레닌 경로를 통한 트립토판 이화작용의 첫 단계이자 속도 제한 단계를 촉매하는 효소이다.
IDO는 면역관용 기전에서 중요한 분자이며 생리학적 기능에는 신체에서 잠재적으로 위험한 염증 과정의 억제가 있다. 또한 IDO는 미생물에 대한 자연 방어 역할을 한다. IDO의 발현은 인터페론 감마에 의해 유도되는데, 이는 염증성 질환이나 종양 형성 중에도 IDO 발현이 증가하는 이유이다. 트립토판은 병원체의 생존에 필수적이기 때문에 효소 IDO의 활성은 병원체를 파괴한다. 트립토판 결핍에 민감한 미생물에는 연쇄상구균에 속하는 세균이나 헤르페스 심플렉스 바이러스, 홍역모빌리바이러스와 같은 바이러스가 있다.
IDO 발현이 높은 기관 중 하나는 태반이다. 1990년대에 있었던 태반에서 일어나는 트립토판 대사에 대한 연구로 인해 생쥐에서 처음 이 효소의 면역억제 기능이 기술되었다. 포유류의 태반에서는 집중적인 트립토판 이화작용이 일어나 T세포 활동이 억제된다. 이 기전은 태반이 면역특혜 조직이 되는 데에 기여한다.

## 임상적 중요성
IDO는 M2 대식세포와 기타 면역조절 세포에 의해 생성되는 면역조절 효소로서 면역관문 분자의 역할을 한다. IDO는 T세포와 NK 세포를 억제하고, 조절 T세포와 골수 유래 면역억제세포를 생성하고 혈관신생을 돕는 것으로 알려져 있다.
이러한 기전은 발암 과정에서 중요하다. IDO는 종양 세포가 두 가지 주요 기전을 통해 면역계 작용을 벗어날 수 있도록 한다. 첫 번째 기전은 종양 미세환경에서 트립토판을 고갈시키는 것을 기반으로 한다. 두 번째 기전은 T세포와 NK 세포에 대해 세포독성을 나타내는 키뉴레닌이라고 하는 이화작용 산물의 생산에 기반을 두고 있다. 사람 IDO(hIDO)의 과발현은 다양한 인간 종양 세포 계통에서 나타나며 종종 불량한 예후와 관련되어 있다. IDO 생산이 증가되는 종양에는 전립샘암, 난소암, 폐암, 췌장암, 급성 골수성 백혈병이 있다. IDO의 발현은 Bin1 유전자에 의해 조절되는 생리학적 조건 하에 있으며, 이 생리학적 조건은 종양 변형에 의해 손상될 수 있다.
새로운 임상적 연구에 따르면 IDO 억제제와 기존의 화학요법, 방사선 치료 요법의 조합은 면역 조절을 회복하고 일반적으로 내성이 있는 종양에 대한 치료 반응을 이끌어낼 수 있다. 면역감시를 피하기 위해 종양이 사용하는 효소 IDO는 현재 연구와 신약 개발 노력에서 주목을 받고 있으며 IDO를 예후를 예측하기 위한 바이오마커로 이용할 수 있는지 알아내려는 노력도 이루어지고 있다.

### 억제제
COX-2 억제제는 IDO를 하향조절하여 키뉴레닌 수치를 감소시키고 염증성 사이토카인 활성을 감소시킨다.
1-메틸트립토판은 인돌아민 이산소화효소를 약하게 억제하지만 매우 느린 기질이기도 한 라세미 혼합물이다. 인독시모드로 알려진 1-메틸 D 트립토판은 다양한 암에 대한 임상 시험이 이루어지는 중이다.
에파카도스탯(INCB24360)과 나복시모드(GDC-0919)는 인돌아민 2,3-이산소화효소의 강력한 억제제이며 다양한 암에 대한 임상 시험 중이다. BMS-986205도 암에 대한 임상시험을 진행 중이다.